# Adèle Koekkoek
Adèle Koekkoek, geboren als Adelaide Alexandrine Koekkoek (* 28. Oktober 1838 in Kleve; † 1919 in Koblenz), war eine deutsche Malerin von Landschaften und Stillleben.

## Leben
Adèle stammte aus der holländischen Malerfamilie Koekkoek. Die Künstlerin war die vierte von fünf Töchtern des Malers Barend Cornelis Koekkoek und der Elise Therese Daiwaille, darunter Maria Louise Koekkoek, sowie Enkelin des Malers Johannes Hermanus Koekkoek. Sie malte vorwiegend Blumenstillleben im Stil ihrer Mutter, aber auch Landschaften. Ihre Werke entstanden zwischen 1853 und 1919. Einige ihrer Arbeiten werden unter anderem im B.C. Koekkoek-Haus in Kleve (Stilleven met bloemen en fruit, 1873) sowie im Museum Boijmans Van Beuningen in Rotterdam gezeigt.
Die Familie Adèle Koekkoeks wanderte Anfang des 20. Jahrhunderts in die Vereinigten Staaten aus. 2016 kehrte ein Konvolut von Koekkoek-Kunstwerken aus den Händen der dortigen Nachkommen in das B.C. Koekkoek-Haus zurück, darunter befand sich unter anderem ein Kinderporträt Adèles gemalt von ihrem Großvater Jean Augustin Daiwaille.